# Björntjärnen (Leksands socken, Dalarna, 673225-144476)
Björntjärnen är en sjö i Leksands kommun i Dalarna och ingår i Dalälvens huvudavrinningsområde. Sjön har en area på 0,126 kvadratkilometer och ligger 364,1 meter över havet.

## Delavrinningsområde
Björntjärnen ingår i det delavrinningsområde (672909-144173) som SMHI kallar för Utloppet av Ejen. Medelhöjden är 302 meter över havet och ytan är 31,04 kvadratkilometer. Räknas de 10 avrinningsområdena uppströms in blir den ackumulerade arean 77,04 kvadratkilometer. Limån (Gryssån) som avvattnar avrinningsområdet har biflödesordning 3, vilket innebär att vattnet flödar genom totalt 3 vattendrag innan det når havet efter 311 kilometer. Avrinningsområdet består mestadels av skog (73 procent). Avrinningsområdet har 4,09 kvadratkilometer vattenytor vilket ger det en sjöprocent på 13,2 procent.